# Ocnogyna masseuroi
Ocnogyna masseuroi là một loài bướm đêm thuộc phân họ Arctiinae, họ Erebidae.